# Embarcadère de glace

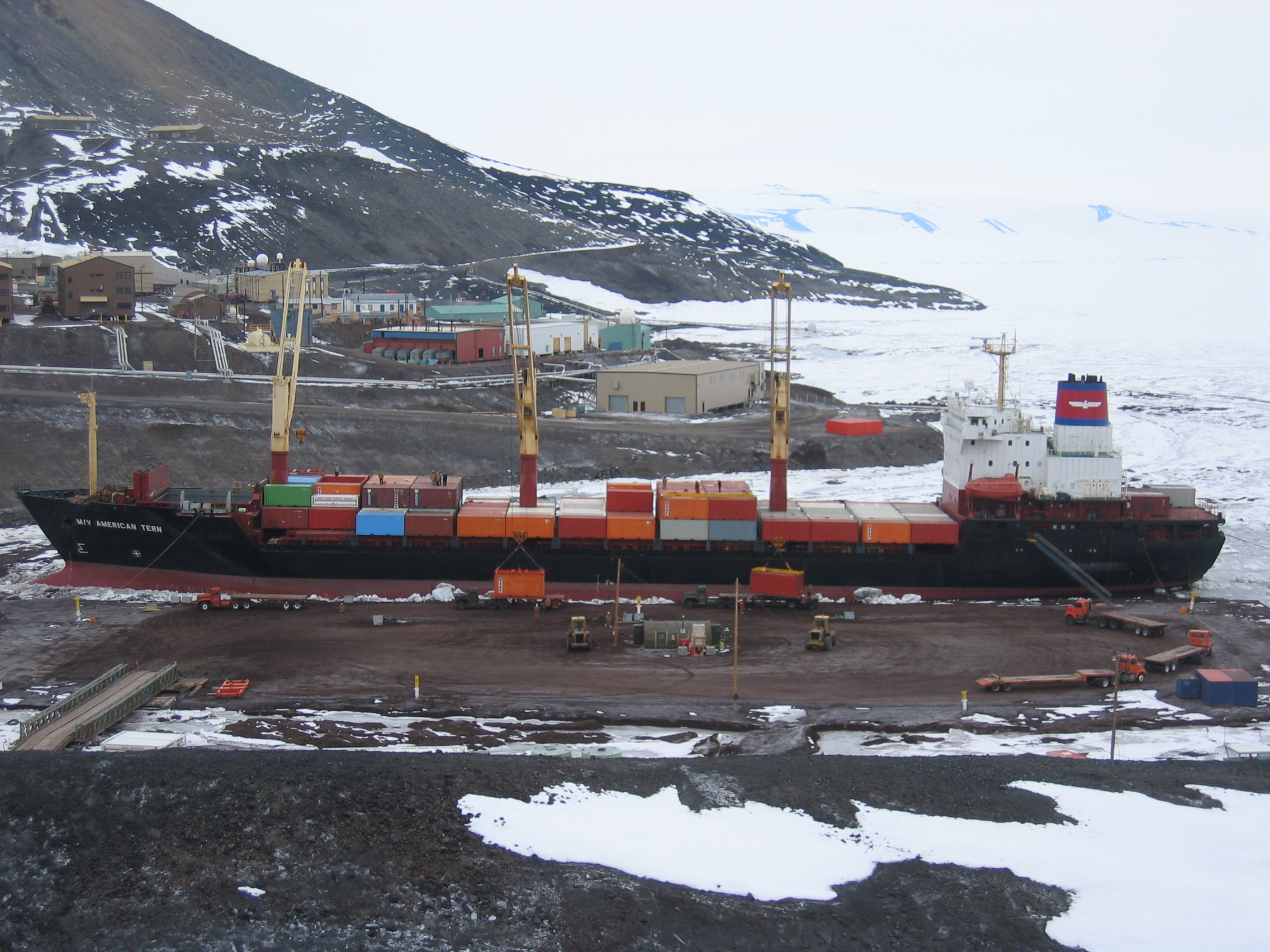
Le MV American Tern à l'embarcadère de glace (ici, recouvert de gravier) en 2006

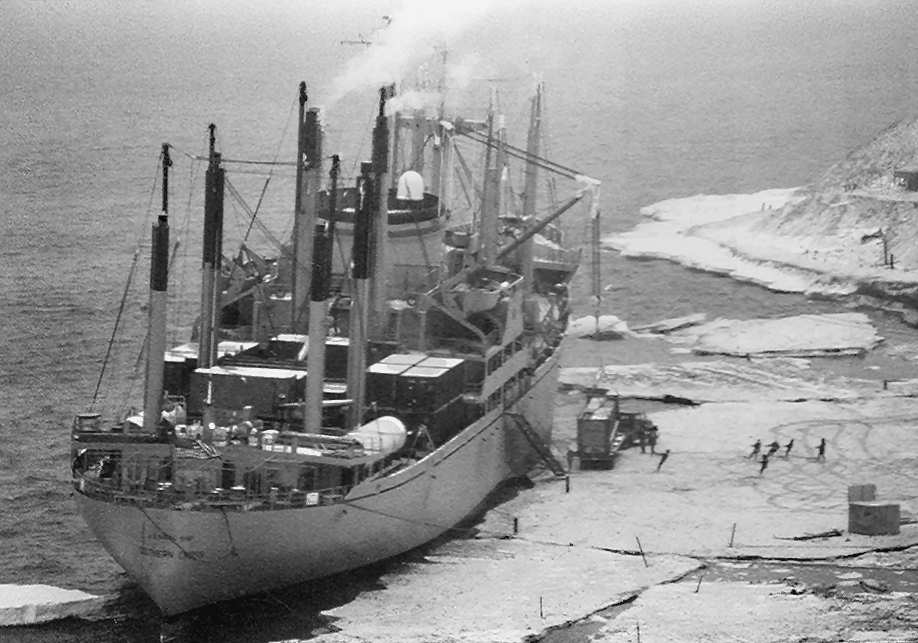
Le USNS Southern Cross amarré en 1983

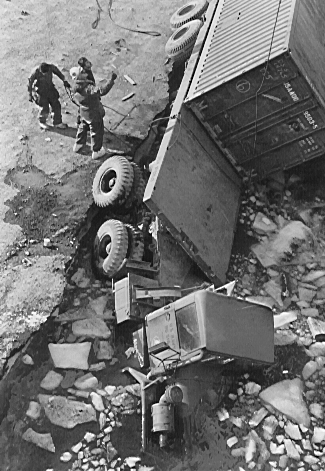
Le camion coulant dans la glace en 1983

Un embarcadère de glace est comme son nom l'indique un embarcadère fabriqué dans de la glace.
Le premier à être construit fut celui du « port le plus austral de l'Antarctique », la base McMurdo, en 1973 par des membres de l'opération Deep Freeze,. Ce type d'embarcadère est depuis utilisé chaque été, dans le port naturel de McMurdo appelé baie des Quartiers d'hiver. Il est situé à la pointe sud de l'île de Ross.
Traditionnellement, deux bateaux de ravitaillement (un navire cargo et un navire citerne), arrivent à l'embarcadère de glace chaque été après qu'un brise-glace a créé un chemin dans la banquise. La principale fonction de l'embarcadère de glace est de servir de plateforme pour que les camions puissent se mettre à côté d'un navire de ravitaillement et ainsi charger et décharger le cargo. Des câbles en acier attachés à la côte retiennent en place le dock.
Le fret issu de ce port est réparti entre la base McMurdo, la base Scott, et plusieurs autres bases sur le continent, dont ceux au pôle Sud. Les importations se composent de presque tout le matériel requis pour le travail et la vie des personnes vivant et travaillant en Antarctique. Les exportations incluent divers objets, allant d'échantillons de glace, à de la matière fécale et des déchets domestiques, ainsi que de l'équipement abimé ou d'objets recyclables.
Les embarcadères de glace durent de trois à cinq ans. Une fois inutilisable, des brise-glace remorquent l'embarcadère à la mer, où ils sont laissés à la dérive. Les brise-glace raclent le bord de l'embarcadère pour le faire plus lisse et ainsi faciliter son usage par les navires de ravitaillement.
L'embarcadère de McMurdo n'est pas le seul embarcadère de glace du monde. En 1987 on construit un embarcadère similaire à Cap Schmidt, un petit port situé en Tchoukotka, sur l'océan Arctique. Il mesurait plus de 700 m de long et avait la même fonction que celui de McMurdo, pour faciliter l'accostage des navires.

## Historique
Autrefois les navires américains déchargeaient leurs cargaisons aux ports temporaires situés dans le détroit de McMurdo. Des employés livraient le contenu des navires sur des traîneaux ou des tracteurs jusqu'à la base McMurdo, ce qui était dangereux. Les navires citerne arrivant avec du fioul devaient le livrer par des oléoducs longs de plus de 16 km.
Dès 1964 les brise-glace se frayent un chemin jusqu'à la baie des Quartiers d'hiver, le dock étant fait de la banquise côtière rattachée à la côte. Mais cela prouvait être dangereux, l'eau chaude déchargée des navires érodant la glace sur près de 3 km2 par an.
Ainsi en 1972, les autorités construisent un dock en acier, détruit peu après dans une tempête. On crée alors une alternative, un bloc de glace recouvert de paille, pour un navire citerne arrivé à l'automne 1973. C'est le prédécesseur de l'embarcadère de glace.

## Technique de «construction» et maintenance
Les embarcadères de glace sont devenus plus sophistiqués et plus grands depuis le prototype de 1972. Aujourd'hui ils font environ 244 m de long et 90 m de large, avec une épaisseur de 6,7 m. Ils sont construits sur l'eau de mer glacée du détroit de McMurdo quand la banquise atteint environ 0,6 m d'épaisseur. Cette épaisseur atteinte, on construit un replat de neige à une épaisseur de plusieurs mètres sur le périmètre de ce qui sera l'embarcadère. On inonde alors la banquise de 10 cm d'eau de mer, qui gèle dans les 24 heures. Ceci est répété jusqu'à ce qu'on atteigne une épaisseur de 1,5 m. On renforce ensuite la structure avec des câbles de 2 100 m de long attachés à un tuyau en acier de 50 mm planté dans la glace. L'embarcadère utilise environ 6 300 m de câble en acier pour sa construction.
Tout le processus est répété jusqu'à ce qu'on obtienne un embarcadère d'environ 6,7 m d'épaisseur. On implante alors des pylônes en bois pour y acheminer les câbles fournissant l'électricité et le téléphone. Il y a également des poutres plus courtes utilisées comme bollards pour attacher l'embarcadère à la côte. La surface de la glace est recouverte d'une couche de 15 à 20 cm d'épaisseur de gravier volcanique pour éviter des glissements et des accidents ainsi que pour isoler la glace du soleil.
Les embarcadères durent de trois à cinq ans. Plusieurs facteurs contribuent à leur destruction, dont les fissures créées par le stress sur la structure et l'érosion, ainsi que par les tempêtes, les vagues, le contact avec les navires, et la décharge d'eau chaude des navires.
En 1993 les forts vents et les grandes vagues ont sérieusement endommagé l'embarcadère, jusqu'à empêcher les véhicules de s'en approcher pour effectuer des réparations. La semaine suivante la situation empire, des tempêtes poussant de la glace et de l'eau sur la surface de l'embarcadère, en inondant environ la moitié. L'eau de l'inondation gela jusqu'à 1,8 m du côté mer. On répara les dommages en installant davantage de câbles en acier, ainsi que par des inondations périodiques pour augmenter l'épaisseur de la glace. Il y eut un autre incident dix ans plus tôt, quand le USNS Southern Cross utilisa l'embarcadère plus longtemps que prévu pour l'opération Deep Freeze ; un camion de livraison coula quand la glace s'écroula sous son poids.
La maintenance commence à la fin de l'été austral. Le gravier est ôté pour permettre à la glace de s'épaissir pendant l'hiver, à cet effet on inonde périodiquement l'embarcadère d'eau de mer ; on déblaie également la neige accumulée. Quand l'embarcadère n'est plus utilisable, on coupe les poutres en bois au-dessus du niveau de la glace. On met une balise pour suivre la dérive de l'embarcadère et avertir les navires. Quand l'embarcadère fond, environ 6 400 m de câbles en acier et 200 m de tuyaux en acier coulent.